# 職業訓練指導員 (陶磁器科)
職業訓練指導員 (陶磁器科)（しょくぎょうくんれんしどういん とうじきか）は、職業訓練指導員免許のうちの1つ。厚生労働省管轄。

## 受験資格
職業訓練指導員免許の受験資格と試験免除を参照。陶磁器製造技能士の保有者など。

## 試験科目

### 学科試験
1. 指導方法（職業訓練原理、教科指導法、訓練生の心理、生活指導及び職業訓練関係法規）
2. 関連学科
  1. 系基礎学科
    1. 窯業学（窯業史　窯業製品の性質及び種類　製造法　材料）
    2. デザイン（デザイン　機能）
    3. 安全衛生（安全管理　衛生管理）

  2. 専攻学科
    1. 製造法（炉　成形法　乾燥法　施ゆう法　焼成法　絵付法　製造機械）
    2. 材料（原料　陶磁器用材料　ゆう薬　燃料）

### 実技試験
1. 陶磁器製造
2. 陶磁器デザイン